# Thripomorpha chaboti
Thripomorpha chaboti är en tvåvingeart som beskrevs av Haenni och Wilhelm Ludwig Rapp 2003. Thripomorpha chaboti ingår i släktet Thripomorpha och familjen dyngmyggor.
Artens utbredningsområde är Belize. Inga underarter finns listade i Catalogue of Life.